# Кушниковский институт благородных девиц
Кушниковский институт благородных девиц — женское образовательное учреждение (институт благородных девиц) в дореволюционной Керчи.

## История
Об открытии в Керчи учебного заведения для девиц дворянского происхождения в 1835 году ходатайствовал императору Николаю I Керчь-Еникальский градоначальник Захарий Семёнович Херхеулидзев. Для этого он заручился согласием бывших учителей Керченского уездного училища преподавать уроки в новом учебном заведении за умеренную плату. Затем был составлен проект Положения о Керченском институте для благородных девиц, который был передан царю с ходатайством. В этом же году было получено высочайшее разрешение на открытие института в Керчи. После решения ряда подготовительных работ, Керченский институт благородных девиц открыл свои двери для воспитанниц 8 марта 1836 года, став девятым по счёту учебным заведением такого вида в Российской империи.
Сначала институт размещался в двухэтажном доме купца Луки Кулисича, который сдал его в аренду на четыре года за сравнительно небольшую цену. О жизни института с момента его основания известно благодаря священнику Дмитрию Говорову, который преподавал в институте закон Божий и написал в 1886 году свой труд «Историческая записка о Керченском Кушниковском девичьем институте с основания его в 1835 г. до 1885 г.».
Начальником Керченского института благородных девиц был Новороссийский и Бессарабский генерал-губернатор М. С. Воронцов. Его жена — Елизавета Воронцова, была попечительницей института. Керчь-Еникальский градоначальник возглавил попечительский совет. Финансирование института велось из двух источников: городской казны и платы за обучение девиц.
Новое здание Кушниковского института благородных девиц спроектировал в 1838—1841 годах керченский городской архитектор Александр Дигби (младший).
В 1844 году было окончено строительство двухэтажного здания для института на Феодосийской улице (в настоящее время — улица Пирогова, где размещается городская школа № 1 им. В. Дубинина). К началу следующего учебного года, 10 сентября 1845 года, институт благородных девиц получил денежный подарок — 300 тысяч рублей, которые пожертвовал действительный статский советник Григорий Сергеевич Кушников (1776—1840). К этому времени Кушников уже умер и его завещание исполнил старший сын — Дмитрий Григорьевич Кушников. В благодарность за такой щедрый подарок институт был назван Кушниковским.
В здании института находилась домовая церковь, освящённая в честь Захария и Елизаветы в память градоначальника Керчи — князя Захария Херхеулидзева и попечительницы — графини Елизаветы Воронцовой.
С началом Крымской войны институт был эвакуирован в Таганрог, где разместился на втором этаже здания Александровской мужской гимназии. Когда противником была занята Керчь, с помощью донских казаков, воспитанниц и учителей перевезли в Новочеркасск, где институт благородных девиц работал более двух лет. По окончании войны, в 1857 году, институт вернулся в Керчь и продолжил свою деятельность.
Кушниковский институт благородных девиц прекратил свое существование в 1920 году, в период Гражданской войны. С 1920 по 1923 год в здании бывшего института размещалась кавалерийская школа. С 1923 по 1930 год — сельскохозяйственный техникум, а с 1930 по 1936 год — металлургический техникум. В освободившемся здании были размещены сразу две школы: средняя № 11 и начальная № 5. После Великой Отечественной войны в здании начала работать Керченская средняя школа № 1 имени Володи Дубинина, которая находится в нём по настоящее время. На стене здания школы имеется мемориальная доска в память об институте благородных девиц.
В Российском государственном историческом архиве имеются документы, относящиеся к выпускницам Керченского института благородных девиц в период с 1898 по 1914 год.